# 易洛魁點 (夏威夷州)
易洛魁點（英語：Iroquois Point）是位於美國夏威夷州檀香山縣的一個人口普查指定地區。

## 地理
易洛魁點的座標為21°19′46″N 157°58′51″W / 21.32944°N 157.98083°W，而該地最高點為海拔高度3米（即11英尺）。

## 人口
根據2010年美國人口普查的數據，易洛魁點的面積為1.70平方千米，當中陸地面積為1.40平方千米，而水域面積為0.30平方千米。當地共有人口3374人，而人口密度為每平方千米1,984.71人。